# 臺灣跨性別權益
臺灣跨性別權益是指台灣跨性別者的權益描述，目前台灣跨性別者需要進行變性手術切除主要的性器官，以便在身份證和戶口名簿出生別上變更其性別註記。手術需要兩名精神科醫生的批准，並且該醫療行為不受全民健康保險的給付。政府在2015年就消除外科手術要求進行了公眾諮詢，但此後未進行任何具體的行動。
政府於2018年推出了計劃在2020年末發行新的嵌入芯片的數位身分證。儘管身分證字號開頭的第一個數字仍會顯示性別信息（「1」代表男性；「2」代表女性），但是在身分證上不會明確地顯示性別的欄位與信息。隨著新身份證的出現，跨性別者都可以選擇使用第三種性別（在身分證字號開頭的第一個數字顯示「7」）但是，這引起了人們的關注，認為這種做法會給跨性別者蒙上污名，而不是尊重其性別認同。第三種性別的選項的細節尚未公開。
在《司法院釋字第七四八號解釋施行法》於2019年5月24日生效後，跨性別者可以與其相同指定性別的人結婚。
2021年9月23日，臺北高等行政法院判決跨性別小E變更性別取消強制手術案勝訴，法院認定內政部相關函釋已屬違憲函釋、基於戶籍法21與46條原告擁有公法申請權、法院經事實調查原告已符合性別變更條件，直接命戶政機關不得拒絕小E變更性別之申請。

## 婚姻
法務部於83年3月17日發布行政函釋，旨在變更法律性別之後，無須強制解除原有婚姻關係。
2013年8月，台灣政府決定不撤銷一對跨性別吳伊婷與吳芷儀的婚姻關係，這是台灣首次同性婚姻成功的案例。
在《司法院釋字第七四八號解釋施行法》於2019年5月24日生效後，跨性別者可以與其相同指定性別的人結婚。

## 性別認定權益
在現行中華民國的法律上，並沒有專門的法律提及性別變更和手術項目，且不補助變性手術費用。1988年，經政府部門與醫界人士討論後，定訂台灣戶政辦理更換法律性別的辦法，需兩位精神科醫師的評估診斷書，並需進行變性手術。2008年11月，經台灣TG蝶園的倡議，辦理變更性別的變性手術標準，由「須建立另一性別的陰部構造」修改為「摘除腺體」。
根據內政部的行政命令，性別變更條件除了兩名精神科醫師的診斷書之外，跨性別男性需要合格醫療機構開具已摘除女性性器官（包括乳房、子宮、卵巢之手術）的診斷書，跨性別女性需要合格醫療機構開具已摘除男性性器官（包括陰莖及睪丸）的診斷書。但是於國外進行性別重建手術，須檢附國內醫療機構依實際性器官特徵開立之診斷證明書。
2014年下半年，馬英九執政時期，台灣宣布了計劃，允許跨性別者不做手術就可以合法地改變其法律性別。但是，由於「政府內部的分歧」，這一措施尚未得到實施。
2021年9月23日，臺北高等行政法院判決跨性別小E變更性別取消強制手術案勝訴，判決中高等法院認定內政部的變更性別需變更性徵手術的相關行政命令函釋，已屬違憲，但只有個案效力。

## 身份证件
中華民國國民身分證與戶籍登記是主要身分證明。其他駕照、牌照、學歷證件等都要求這兩項。身分證字號有性別之分。舊版第三代至第五代身分證顏色也有性別之分。身分證上的照片則要求要符合指定性別有關的性別角色。平時各種身分驗證要求的則是外觀與身分證照片，身分證標示的性別一致。另外戶籍登記中有出生登記，出生登記上有標明性別。還有不論性別，一人一生更改姓名有次數限制。
但是困難之處在於要作性別重置手術前需要一段長時間的準備，預先體驗另一個性別的生活，稱為「實際生活體驗」。真實生活體驗甚至是醫師同意作性別重置手術的必要條件。生活體驗多少要求外觀，也就會與身分證標示的性別衝突，而在完成性別重置手術之前無法改變身分證上之性別。在台灣正在進行生活體驗之人也就時常遇到身分證與外貌不符之法律、行政問題。

### 照片
1997年，臺北市政府民政局規定：「男扮女裝之裝扮，與真實性別不符，應屬個人行為，其請領國民身分證所繳之相片人貌應與真實性別相符。」這意味禁止指定性別為男性的人在中華民國國民身份證上使用女裝的照片。2002年，跨性別維權人士蔡雅婷 （页面存档备份，存于）未成功向總統辦公室請願，允許她使用一張能代表她在中華民國國民身分證上的實際樣貌的照片。中華民國內政部戶政司作出相同回應。

### 戶口名簿
身分證由戶籍法管理，主管機關為內政部。戶籍法中沒有「性別」兩個字。但是第4條規定：「戶籍登記，指下列登記：一、身分登記： (一) 出生登記」。出生登記有註明性別。這導致多年來凡至戶政事務所辦理變更性別之人士，連同兄弟姊妹都需跑戶政所一趟，只是為了更換「兄弟姊妹」的排序變動。
根據戶籍法23條：「戶籍登記事項有變更時，應為變更之登記。」以及根據戶籍法施行細則第23條： 
三、換領：
申請戶籍登記致國民身分證記載事項變更而換領者，向各該申請登記之戶政事務所申請；有毀損之情形者，得向任一戶政事務所申請。
跨性別者完成性別重置手術後可帶舊文件與診斷證明等至戶政事務所辦理變更出生登記與身分證。

### 第三性別選項
2018年1月，宣布計劃在不久的將來在身份證件（例如護照和國民身份證）上另開男、女之外的「第三性別」選項。國家發展委員會部長陳美玲於2018年11月宣布，這些計劃將於2020年生效，但截至2022年仍未实现。

## 反歧視保護
根據《性別平等教育法》，規定學校禁止基於性別認同的歧視。

## 空間權益

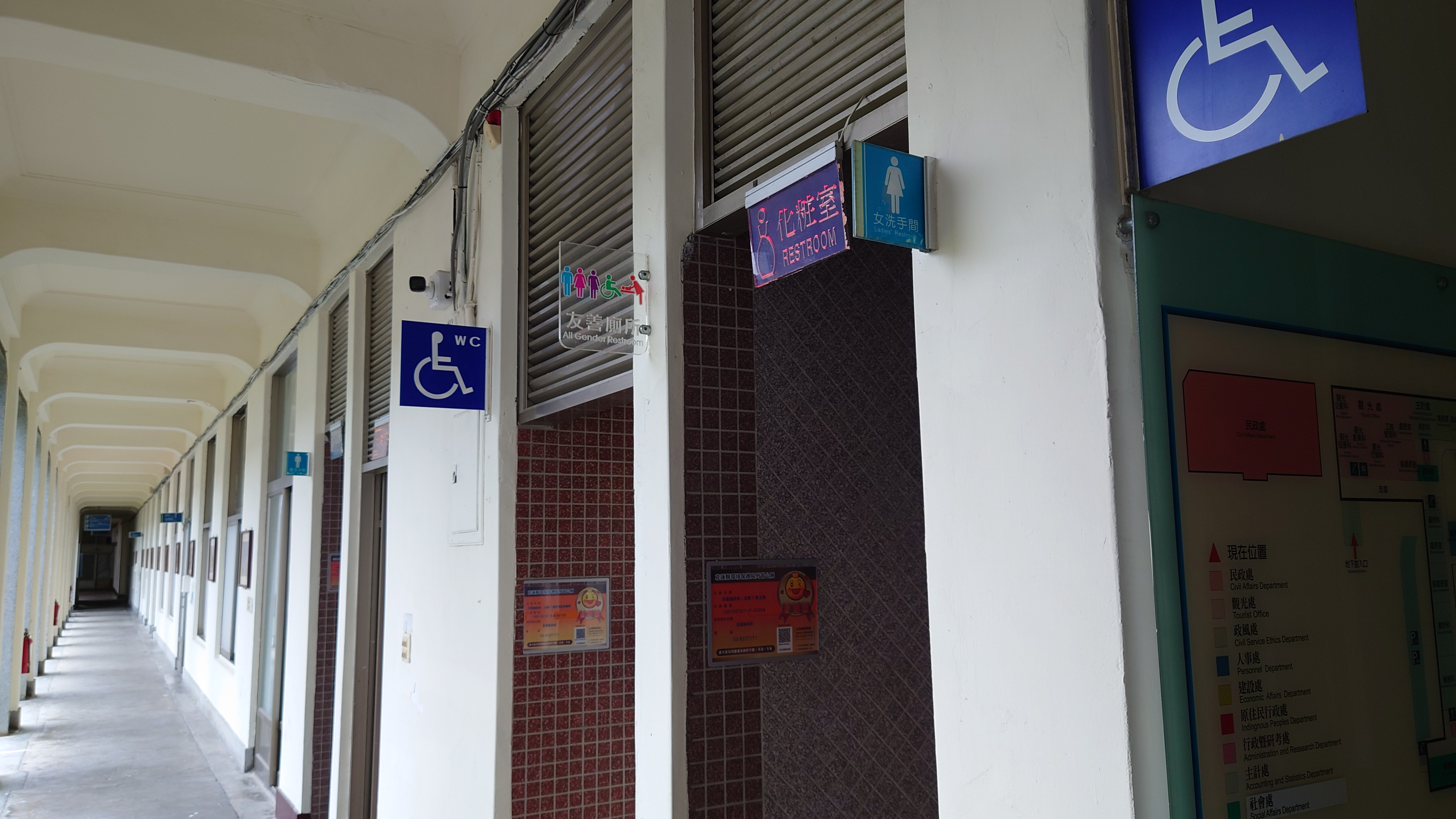
位於花蓮縣政府的性別友善廁所

台灣大學和長庚大學曾經拒絕了跨性別學生依性別認同選擇宿舍的請求。
根據《大陸地區人民及香港澳門居民收容管理辦法》，收容處所發現性別變更或跨性別之受收容人，得依其證件所示性別、性別不安診斷或醫療等證明，個別收容於獨居房間。
2020年的一項調查發現，台灣有55%跨性別者害怕使用公共廁所，有19％受到騷擾或在公共場所遭到襲擊，還有16％害怕向警察求助。

## 醫療保健權益
在台灣，性別重置手術因摘取部分生殖器官，有涉及刑法重傷罪的疑慮，因此醫師會要求家屬同意書，作為被控刑法「重傷罪」時的保障。
衛生福利部根據民間機構投訴「性傾向迴轉治療」的解釋函，提到「性別認同涉及醫學部分，查目前世界精神醫學界已將其排除於疾病名單」，這間接導致了禁止基於性別認同的迴轉治療。

## 兵役
跨性別女性若未完成變更法律性別程序，可以藉由「性心理異常」申請義務役免役，不過每年僅有0.025%，也就是大約50人，申請免役成功。目前，完成變性手術者不得從軍。

## 台灣跨性別生活環境
中華國民政府來台後，五零至七零年代期間，台灣是當時少數有醫療技術得以進行變性手術的國家之一。當時新聞案例多半為雙性人，也有東南亞的變性慾者來台尋求就診。1976年後，有愈來愈多的變性人上新聞向政府與醫界尋求協助。

### 就業
- 2010年，臺北馬偕紀念醫院資訊工程師周逸人因其跨性別身分遭院方開除，法官認定為歧視並違反《勞基法》。

- 2015年12月16日，原任職於保安警察第二總隊第二大隊的男警葉繼元，因為蓄留長髮，考績委員會決議將葉繼元免職。

- 2016年8月，一位頂級軟件程序員唐鳳被蔡政府任命為政務委員，並成為台灣第一位跨性別閣員，也是中華民國第一位數位政委。她擔任無專職閣員的職務（即不負責任何部門），負責通過數位方法幫助政府機構傳達政策目標和管理政府發布的信息。[32]
- 2020年6月，精靈之旅的員工在臉書上發布貼文，認為該店家新進的跨性別員工在不告知生理性別的情況下與她們互動感到「噁心」與「反胃」。[33]該名跨性別員工最後遭到店家開除。[34][35]